# What a Change of Clothes Did
What a Change of Clothes Did è un cortometraggio muto del 1913 diretto e interpretato da Maurice Costello.

## Produzione
Il film fu prodotto dalla Vitagraph Company of America.

## Distribuzione
Distribuito dalla General Film Company, il film - un cortometraggio in una bobina - uscì nelle sale cinematografiche statunitensi il 20 gennaio 1913.